# 감무
감무(甘茂, ? ~ ?)는 중국 전국시대 진나라(秦)의 정치가이자 장군이다. 진 무왕 시기에 저리자와 더불어 승상에 임명되었으며, 의양(宜陽)을 공략하여 진나라의 중원 진출의 교두보를 마련하였다.
사마천(司馬遷)은 감무가 진나라 동쪽의 여러나라를 쳐부수고 웅대한 제후국으로 되는데 역할을 한 책략가이자 진(秦)나라의 상국이었다고 서술했다.

## 생애

### 어린 시절
감무는 본래 초나라(楚) 하채(下蔡) 출신으로, 하채의 사거선생(史擧先生)을 섬기며 백가지술(百家之術)을 배웠다. 사거는 본래 하채의 문지기였는데, 왕을 섬기지도 않고 집안을 돌보지도 않아서 세간에는 악명만을 날렸다. 그럼에도 감무는 그를 섬기며 따랐다.

### 진 혜문왕 시대
감무는 진 혜문왕의 측근이었던 장의 · 저리자 등의 소개로 진 혜문왕을 알현하였다. 진 혜문왕은 감무를 만나보고는 기뻐하며 그를 장수로 삼아 위장을 도와 초나라를 공격하여 한중을 빼앗도록 하였다. 그리하여 기원전 312년(진 혜문왕 13), 감무는 위장 · 저리자 등과 함께 초나라의 한중을 공격하여 빼앗았다.

### 진 무왕 시대
기원전 310년(진 무왕 1), 과거 진나라가 촉나라를 정복한 후 그곳을 통치하기 위해 세웠던 촉나라 재상 진장이 반란을 일으키자 감무가 이를 토벌하여 진장을 죽였다.
기원전 309년(진 무왕 2), 진 무왕이 처음으로 승상(丞相)의 관직을 설치하고는 감무 · 저리자를 각기 좌승상 · 우승상으로 삼았다.
기원전 308년(진 무왕 3), 진 무왕은 감무에게 "과인이 수레를 타고 삼천(三川)을 지나 주나라(周)의 형세를 살필 수 있다면 죽어도 여한이 없을 것이오."라 말하며 중원진출의 뜻을 내비쳤다. 그러자 감무는 중원 진출의 교두보인 한나라(韓)의 의양(宜陽)을 공략해야 한다고 주장하였다. 감무는 이를 위해서 상수(向壽)와 함께 위나라(魏)에 사신으로 가서 동맹을 맺는데 성공하자 먼저 상수를 돌려보내 진 무왕에게 의양을 공격하지 말 것을 청했다.
진 무왕은 몸소 식양(息壤)으로 행차하여 위나라에서 돌아오던 감무를 맞이하였다. 그때 진 무왕은 감무에게 위나라와 동맹까지 맺어두었는데 어째서 의양을 공격해선 안되는지 물었다. 그러자 감무는 과거에 어질기로 유명했던 증삼의 어머니 조차도 자신의 아들이 살인을 저질렀다는 말을 세번 듣고는 결국 이에 속아넘어갔다는 이야기를 들려주며, 자신이 의양을 공격하는 동안에 분명 참소하는 사람들이 있을 것이라 말했다. 감무는 또한 위나라의 장군 악양이 3년의 시간을 들여 중산국을 정복하던 때에 위 문후가 한 상자나 되는 참소문을 받아도 이를 상자에 봉해두고는 악양을 신뢰한 덕분에 이길 수 있었다는 이야기를 들려주었다. 감무의 이야기를 모두 듣고 그 뜻을 이해한 진 무왕은 만일 참소가 있더라도 그 말을 듣지 않을 것을 맹서하였다.
진 무왕의 맹세를 받은 감무는 그해 가을에 마침내 한나라의 의양을 공격하였다. 그러나 의양은 넓은 땅이었고 식량이 충분히 비축되어 있을 뿐 아니라 지키는 군사도 10만에 달하였다. 더욱이 한나라의 공중치와 초나라의 경취가 군사를 거느리고 의양을 구원하려 하였다. 이 때문에 다섯 달이 지나도록 감무는 의양을 함락시키지 못하였다. 그러자 저리자 · 공손석 등이 감무를 참소하였고, 마음이 흔들린 진 무왕은 의양으로 보낸 군대를 철수시키려 하였다. 그러나 감무는 "(과거에 맹서하였던) 식양 땅이 사라지기라도 했습니까?"라 말하며 반대하였고, 결국 진 무왕은 감무로 하여금 싸움을 계속하게 하였다.
이듬해인 기원전 307년(진 무왕 4), 감무는 마침내 한나라 군대를 크게 격파하여 6만 명의 목을 베고 의양을 함락시켰다. 진나라 군대는 마침내 황하를 넘어 한나라의 무수(武遂)를 빼앗고 성을 쌓았다. 그러나 그해 8월, 진 무왕은 소원대로 주나라에 갔으나 그곳에서 측근들과 함께 무거운 솥인 정(鼎)을 들어올리는 놀이를 하다가 정강이뼈가 부러지는 사고를 당하여 죽었고 그 이복동생인 진 소양왕이 뒤를 이어 즉위하였다.

### 진 소양왕 시대
진 소양왕이 즉위한 후, 초나라가 과거 단양(丹陽)에서 진나라에게 패배하였을 때에 한나라가 이를 도와주지 않은 일에 원한을 품고는 한나라의 옹지(雍氏)를 포위하였다. 한나라에서는 공중치를 진나라로 파견하여 도움을 청하였으나, 진 소양왕의 어머니인 선태후가 본래 초나라 출신이었기에 진나라가 움직일 기미를 보이지 않았다. 그러자 공중치는 감무를 찾아가 도움을 청했다. 감무는 만일 지금 진나라가 한나라를 돕지 않으면, 장차 초나라가 한나라를 합치고는 위나라와 연합하여 진나라를 위협하는 형세가 만들어질 것이니 한나라를 도와야 한다고 주장했다. 진 소양왕은 감무의 말을 받아 들이고는 군대를 보내 한나라를 지원하였고, 옹지를 포위하고 있던 초나라 군대는 철수하였다.
이후 감무는 저리자와 함께 위나라의 피지(皮氏)를 공격하였고, 상수는 한나라로부터 빼앗았던 의양을 지켰다. 이후 상수는 의양을 거점으로 한나라를 토벌하려 하였으나, 감무는 한나라와의 관계를 회복하기 위하여 소양왕을 설득하여 과거에 빼앗았던 무수를 한나라에게 돌려주었다. 이에 불만을 품은 상수는 공손석과 함께 감무를 참소하였다.

### 망명과 말년
기원전 306년(진 소양왕 1), 감무는 이에 위협을 느끼고는 위나라를 공격하던 일을 그만두고 달아나 제나라(齊)로 망명하였다. 진 소양왕은 감무의 재능을 두려워하여 그에게 상경과 재상의 직위를 제안하며 진나라로 돌아올 것을 청하였으나 감무는 진나라로 돌아가지 않았다.
당시 제나라의 왕이었던 제 민왕은 감무를 초나라에 사신으로 파견하였다. 당시 초나라의 왕이었던 초 회왕은 얼마전 진나라와 혼인관계를 맺었기 때문에 서로 사이가 좋았다. 때문에 진나라에서는 사람을 보내 초나라에 와있던 감무를 진나라로 돌려보내 줄 것을 청하였다. 초 회왕이 이 일을 범연(范蜎)과 상의하려 하자, 범연은 감무와 같은 인재가 진나라로 가게 된다면 초나라에는 이득이 될 것이 없다며 반대하였다. 이로 인하여 감무는 진나라로 돌아가지 않게 되었다.
이후 감무는 끝내 진나라로 돌아가지 않고 위나라에서 죽었다. 그러나 그의 후손들은 진나라에 남아있었고, 그의 손자였던 감라(甘羅)는 12세의 소년이었음에도 불구하고 진나라의 재상인 문신후 여불위를 섬기며 그의 휘하에서 명성을 떨쳤다.